# Gunilla Sax
Gunilla Sax, tidigare Andreasson, född 1957, är en svensk journalist.
1980-2000 arbetade hon på Sveriges Radio, bland annat som kanalchef för SR Örebro och som reporter på P4 Malmöhus. Under åren 2000-2013 var hon chefredaktör och ansvarig utgivare för tidningarna Barometern Oskarshamns-Tidningen.
År 2013 utsågs hon till områdeschef för Sveriges Radio, område Väst, vilket omfattar P4 Göteborg, P4 Sjuhärad, P4 Skaraborg och P4 Väst.